# Sciences Po Lille
Sciences Po Lille, früher genannt Institut d’études politiques de Lille (deutsch: Institut für politische Studien Lille), ist eine Grande École in Lille und eine französische Elitehochschule für Politikwissenschaft. Der akademische Fokus umfasst zudem Recht, Wirtschaft, Finanzen, Geschichte, Soziologie, Marketing und Kommunikation sowie Management. Das Studium dauert fünf Jahre, endet mit einem Masterabschluss und integriert ein obligatorisches Auslandsjahr im 5. und 6. Semester und ein Pflichtpraktikum von in der Regel sechs Monaten in den letzten beiden Studienjahren.

## Profil

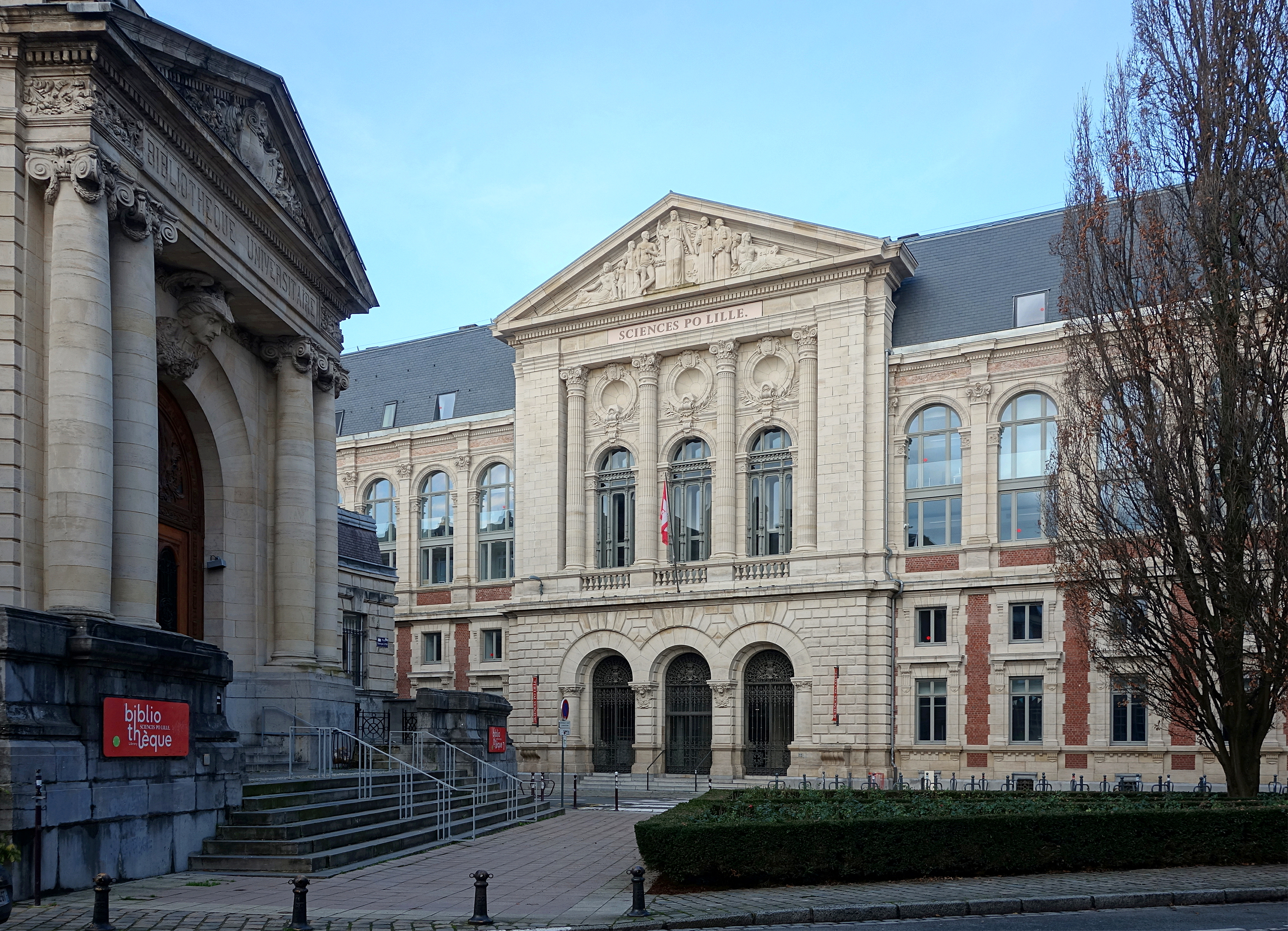
Die Bibliothek und das Hauptgebäude der Sciences Po Lille

Sciences Po Lille ist eine sehr selektive öffentliche Hochschule, an der 1 650 französische und 300 internationale Studierende aus mehr als 50 Ländern eingeschrieben sind. Die Hochschule wurde 1991 gegründet, ist Teil der Conférence des grandes écoles und bietet eine große Auswahl an Kursen, die auf Französisch, Englisch und Spanisch unterrichtet werden. Sie hat eine der niedrigsten Zulassungsquoten in Frankreich, da weniger als 10 Prozent der Bewerber in einer kompetitiven Aufnahmeprüfung zugelassen werden. Der Daily Telegraph bezeichnet Sciences Po Lille als „eine der renommiertesten Schulen für Politikwissenschaft in Frankreich“.
Die Bezeichnung Sciences Po ist ein Akronym für sciences politiques (französisch für ‚Politikwissenschaften‘) und meint im heutigen Sprachgebrauch französische Hochschuleinrichtungen, die neben politikwissenschaftlichen Studiengängen auch verwandte Studienfächer anbieten.
Als Teil der Universität Lille und des Zentrums für fortgeschrittene Forschung und Hochschulbildung in Nordfrankreich wird das Institut von Pierre Mathiot geleitet. Es steht als eines der zehn französischen Institute für politische Studien unter der Schirmherrschaft der Nationalen Stiftung für Politikwissenschaft. Mit einer Aufnahmequote von nur 6 Prozent im Jahr 2022 war Sciences Po Lille unter allen französischen Instituten für politische Studien am restriktivsten, noch vor Sciences Po Paris und Sciences Po Lyon.
Nach eigenen Angaben nimmt die international ausgerichtete Sciences Po Lille herausragende Studierende auf, um sie auf hochrangige Karrieren im privaten und öffentlichen Sektor, in internationalen Organisationen, Nichtregierungsorganisationen, europäischen Institutionen, im höheren öffentlichen Dienst und im Personalwesen vorzubereiten. Viele der Absolventen sind auch in den Bereichen Journalismus, Lehre und Forschung tätig.
Es besteht seit 2011 die Möglichkeit, ein Doppelstudium mit der namhaften Journalistenschule ESJ Lille zu absolvieren. Seit September 2015 können Studierende des fünften Studienjahres mit dem Hauptfach Internationale Finanzen und Handel ihr akademisches Wissen in die Praxis umsetzen, indem sie abwechselnd ihr Studium an der Sciences Po Lille und ein Praktikum absolvieren.

## Campus

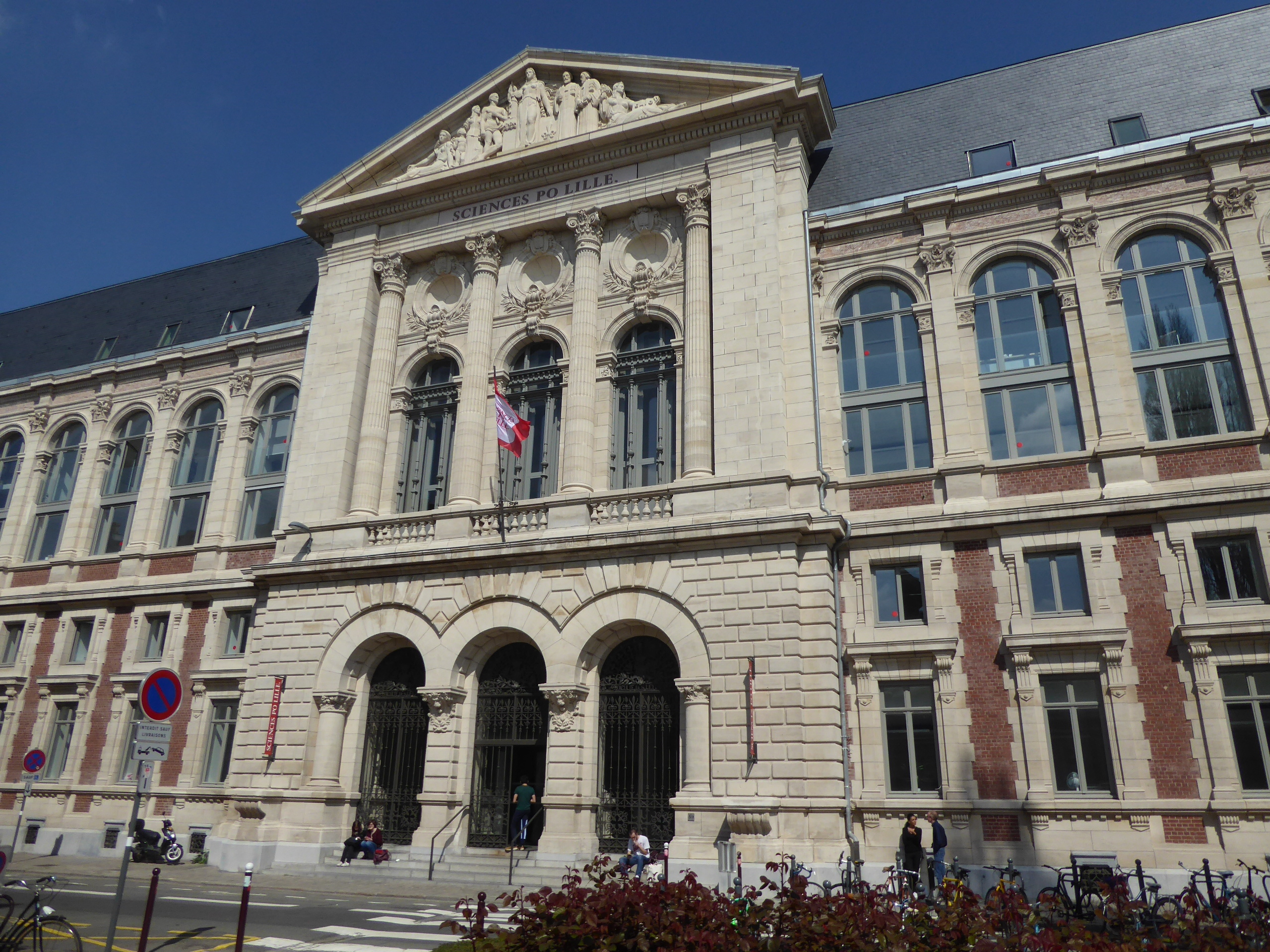
Das Hauptgebäude der Sciences Po Lille wurde 1895 im neoklassizistischen Stil erbaut

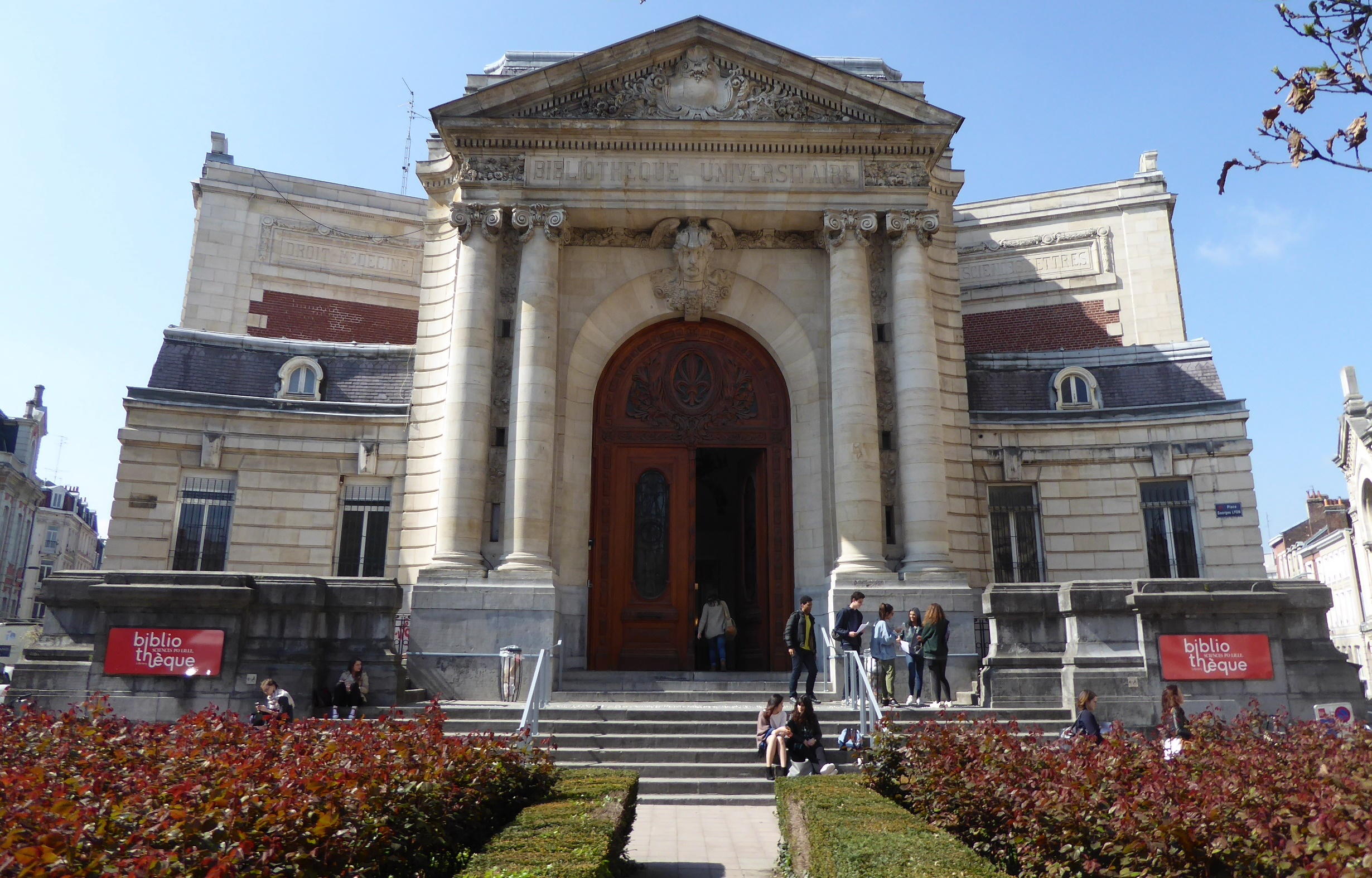
Die Bibliothek der Sciences Po Lille verfügt über ein eigenes Café rechts hinter dem Eingangsportal

Die Sciences Po Lille liegt im Stadtviertel Saint-Michel, in dem sich Mitte des 19. Jahrhunderts zahlreiche Gebäude der 1559 gegründeten Universität Lille ansiedelten. In der Nähe befinden sich mit der renommierten Journalistenschule ESJ Lille und der Ingenieurhochschule Arts et Métiers de Lille zwei weitere Grandes Écoles, die Mensa Restaurant Universitaire Châtillon, das Museum Palais des Beaux-Arts de Lille und der Park Jean-Baptiste Lebas.
Der Campus der Sciences Po Lille besteht aus einem Hauptgebäude sowie einem gegenüberliegenden Bibliotheksgebäude, vor dem sich eine kleine Grünfläche befindet. Das Hauptgebäude wurde 1895 im neoklassizistischen Stil für die Philosophische Fakultät der Universität Lille errichtet und bietet seit dem letzten Umbau im Jahr 2017 eine Fläche von 8 200 Quadratmetern auf fünf Etagen, die über vier Treppenhäuser und zwei Aufzüge miteinander verbunden sind.
Hinter einem repräsentativen Eingangsbereich mit hohen Säulengängen, Mosaikfußboden und separater Rezeption befindet sich eine modern eingerichtete Cafeteria mit einem Klavier. Die Cafeteria und sämtliche Flure haben große Fensterfronten zu zwei begrünten Innenhöfen, auf denen Sitzbänke stehen. Im Hauptgebäude gibt es zudem drei große Hörsäle mit insgesamt 800 Plätzen, drei kleinere Hörsäle, 36 Kursräume, zwei Computerräume, ein Gemeinschaftsraum mit Tischtennisplatte und Kickertisch und direkt am Gebäude eine Terrasse sowie ein kleiner Garten. Das Gebäude verfügt über das Nachhaltigkeitszertifikat HQE für eine hohe Umweltqualität.
Das historische Bibliotheksgebäude der Sciences Po Lille wird durch ein großes Portal betreten, hinter dem sich eine kuppelförmige Empfangshalle befindet. In der Halle gibt es einen Eingang für die modernen Bibliotheksräume und einen zweiten für das vegetarische Café „Format Poche“, welches eine kleine Außenterrasse besitzt. Hinter dem Eingang zur rund 2 000 Quadratmeter großen Bibliothek befinden sich eine Rezeption und ein großer Lesesaal mit Kuppel.
Ferner verfügt die Bibliothek im Erdgeschoss über sechs separate Gruppenarbeitsräume und einen Arbeitsraum mit Panoramafenstern, Projektor, Sesseln, Heimtrainern und einer Ruheliege. In der ersten Etage gibt es einen Medienraum mit Plattenspieler und Gesellschaftsspielen, einen Lernraum mit digitalen Tafeln, einen großen Ruheraum mit fünf separaten Gruppenarbeitsräumen, diverse Sitzecken mit Bänken, Barhockern und Sofas, eine Kitchenette mit Speisebereich und einen Balkon. Im Jahr 2022 wurde die Bibliothek vom Fachmagazin Livres Hebdo als beste französischsprachige Bibliothek ausgezeichnet.
Zum Zeitpunkt ihrer Gründung im Jahr 1991 befand sich die Sciences Po Lille in den Räumlichkeiten der Journalistenschule ESJ Lille in der 50, rue Gauthier de Châtillon. Um weiter wachsen zu können, zog Sciences Po Lille 1996 in ein größeres Gebäude in der 84, rue de Trévise und im Januar 2017 an den heutigen Standort in der 9, rue Auguste Angellier.

## Studium

### Bachelorstudium
Das Studium vermittelt im premier cycle, einem dreijährigen Grundstudium, Grundkenntnisse in den Bereichen Staatsrecht, Politikwissenschaft, Soziologie, Wirtschaft und Geschichte und endet mit einem Bachelorgrad. Das Bachelorstudium dauert drei Jahre, wobei das dritte Jahr obligatorisch außerhalb Frankreichs verbracht werden muss. Entweder verbringen die Studenten ein ganzes Jahr an einer der 235 Partneruniversitäten von Sciences Po Lille oder ein Semester mit einem Praktikum in einem ausländischen Unternehmen, einer Regierung oder einer Nichtregierungsorganisation. Dieses Auslandsjahr soll es Studierenden ermöglichen, ihre Sprachkenntnisse zu verbessern, andere Kulturen kennenzulernen und sich besser auf das Masterstudium vorzubereiten.

### Masterstudium
Zur Spezialisierung und Berufsorientierung dient das zweijährige Masterstudium, der deuxième cycle. Die Studierenden müssen in ihrem letzten Studiensemester ein Praktikum von maximal 6 Monaten in Frankreich oder im Ausland absolvieren. Dieses Praktikum soll der Bereicherung und Vertiefung der während des Studiums erworbenen Kompetenzen dienen.

### Doppelabschluss mit der Journalistenschule ESJ Lille
Sciences Po Lille hat auch eine Vereinbarung mit der renommierten Journalistenschule ESJ Lille. Die ESJ Lille wurde von Le Figaro Étudiant 2016 und 2018 als beste französische Journalistenschule eingestuft. Der Doppelabschluss an beiden Hochschulen bildet die Studierenden für den Beruf des Journalisten in einer Vielzahl von Redaktionen aus. Die Studierenden, die jedes Jahr durch ein Auswahlverfahren ausgewählt werden, erhalten zwei Jahre lang eine „polymediale“ Ausbildung für Radio, Fernsehen, Printmedien, Agenturen und Web. Es wird von Fachleuten in einem Umfeld unterrichtet, das auf das Erlernen der wichtigsten aktuellen journalistischen Techniken ausgerichtet ist, also TV- und Radiostudios sowie Informationssysteme. Nach erfolgreichem Abschluss des Studiums wird den Studierenden ein Doppelabschluss verliehen: das von der Branche anerkannte Diplom der ESJ Lille und das Diplom von Sciences Po Lille, das als Mastergrad gilt.

### Internationale Doppelstudiengänge
Seit 1999 bietet Sciences Po Lille zudem in Partnerschaft mit einer Reihe von angesehenen europäischen Universitäten Doppelstudiengänge an. Die für diese Programme zugelassenen Studenten verbringen zwei Jahre im Ausland und erhalten nach Abschluss des Studiums zusätzlich zu ihrem Diplom von der Sciences Po Lille einen Abschluss der Partneruniversität.
Derzeit gibt es die folgenden internationalen Programme:
- Französisch-britischer Doppelabschluss mit der University of Kent, Canterbury (Großbritannien)
- Französisch-deutscher Doppelabschluss mit der Universität Münster (Deutschland)
- Französisch-spanischer Doppelabschluss mit der Universität Salamanca (Spanien)
- Französisch-italienischer Doppelabschluss mit der Universität La Sapienza in Rom (Italien)

## Forschungszentren
Sciences Po Lille verfügt gemeinsam mit der Universität Lille über folgende fünf Forschungseinrichtungen:
- Centre d’Études en Civilisations, Langues et Littératures Étrangères (CECILLE)
- Centre d’Études et de Recherches Administratives, Politiques et Sociales (CERAPS)
- Centre Lillois d’Études et de Recherches Sociologiques et Économiques (CLERSE)
- Centre de Recherches Droits et Perspectives du Droit (CRDP)
- Institut de Recherches Historiques du Septentrion (IRHiS)

## Bekannte Absolventen
- Hervé Berville, Staatssekretär für Meeresangelegenheiten (seit dem 4. Juli 2022), Abgeordneter des zweiten Wahlkreises der Côtes-d’Armor (21. Juni 2017 – 4. August 2022)
- Gilles Bon-Maury (1997–2000, Public Affairs), französischer Aktivist in Vereinen und Politik, ehemaliger Vorsitzender von HES (Homosexualités et Socialisme)
- Caroline Bonmarchand, Filmproduzentin und Gründerin von Avenue B, Gewinnerin des Daniel-Toscan-du-Plantier-Preises 2021
- Nicolas Cadène, Generalberichterstatter der Beobachtungsstelle für Laizität
- Anne-Laure Cattelot, Abgeordnete des zwölften Wahlkreises des Departements Nord (seit dem 21. Juni 2017)
- Lucie Chaumette, Journalistin
- Gérald Darmanin (Öffentliche Angelegenheiten), Innenminister, ehemaliger Minister für Aktion und öffentliche Finanzen, Vizepräsident des Regionalrats der Region Hauts-de-France mit Zuständigkeit für Verkehr und Bürgermeister von Tourcoing (gewählt 2014)
- Karima Delli, Mitglied des Europäischen Parlaments (seit dem 14. Juli 2009)
- Steeven Demora, Komiker
- Gilbert Gatore, ruandischer Schriftsteller
- Hadrien Ghomi, Abgeordneter des 8. Wahlkreises von Paris (seit 19. Juni 2022)
- Clara Héraut, französische Autorin und Youtuberin
- Nathalie Koenders, ehemalige Spitzensportlerin und Politikerin
- Jean-Charles Larsonneur, Abgeordneter des zweiten Wahlkreises des Finistère (seit 21. Juni 2017)
- Rémi Lefebvre, französischer Politikwissenschaftler und Experte für die Sozialistische Partei
- Frédérique Macarez, Bürgermeisterin von Saint-Quentin und Präsidentin der Communauté d’agglomération du Saint-Quentinois
- Anne-Cécile Mailfert, Aktivistin, Vorsitzende von Osez le féminisme!
- Mathias Ott, Kabinettschef von Premierminister Jean Castex (seit 5. Juli 2020), Berater im Kabinett von Staatspräsident Emmanuel Macron (Januar – Juli 2020)
- Valérie Petit, Lehrerin und Forscherin, Abgeordnete des neunten Wahlkreises des Departements Nord (seit Juni 2017)
- Charlotte Piret, Radiojournalistin bei France Inter
- Barbara Pompili, Ministerin für den ökologischen Übergang, ehemalige Abgeordnete des zweiten Wahlkreises des Departements Somme, ehemalige Staatssekretärin für Biodiversität (Februar 2016 – Mai 2017)
- Clotilde Reiss, die während ihrer Schulzeit im Iran inhaftiert war
- Johanna Rolland, Bürgermeisterin von Nantes, Präsidentin von Nantes Métropole (gewählt im März 2014) und des Pôle métropolitain Nantes - Saint-Nazaire
- Céline Rousseaux, französische Sportjournalistin und Moderatorin
- Noémie Saglio, französische Schauspielerin, Regisseurin und Drehbuchautorin
- Marine Tondelier, Abgeordnete in Hénin-Beaumont, Mitglied von EELV und Autorin
- Marine Turchi, französische Journalistin
- Frédéric Vion, französischer Fernsehjournalist und Autor